# Fevd
Fevd je oblika svobodnega zájma, po katerem je fevdalizem dobil svoje ime. Fevd je ob seniorjih in vazalih eden izmed najpomembnejših elementov fevdalizma. Z njim se ustvarijo fevdna razmerja med fevdnim gospodom (seniorjem) in vazalom, ki pomenijo dolžnost vazalove zvestobe fevdnemu gospodu in dolžnost fevdnega gospoda braniti svojega vazala. Če je vazal fevd oddal naprej, je po hierarhični lestvici postal fevdni gospod ali senior svojega vazala.
Evropski fevdni odnosi so se oblikovali v času, ko so Frankom vladali Merovingi in Karolingi. Že pod Merovingi se je v 7. stoletju razvil sloj plemstva, ki je od kralja pridobil veliko zemljiških posesti. Pri Frankih se je tisti, ki je fevd podelil, imenoval senior (»starejši«), tisti, ki ga je prejel, pa vazal. Beseda »vazal« izhaja iz keltskega jezika in je prvotno pomenila »človeka«. Vazalni status sicer ni nujno pomenil tudi pridobitve fevda - obstajali so namreč tudi vazali (podrejeni) brez njega. Fevdalizem se je med Franki močno zakoreninil po tem, ko Karel Martel, ki se je soočal z napadi Arabcev, ni imel dovolj finančnih sredstev, da bi pokril svojo potrebo po močni vojski. Zaradi tega je posameznim velikašem podelil cerkvi odvzeto zemljo, pri tem pa so mu morali prejemniki fevda obljubiti, da mu bodo služili z ustreznim številom vojakov. Od Frankov so se fevdni odnosi postopoma razširili po vsej Evropi. V razvitem srednjem veku je prevladal partikularizem in vez med seniorjem vazala ter vazalovim vazalom je bila prekinjena, oblikovalo se je celo reklo: »Vazal mojega vazala ni moj vazal«.